# Ausleben
Ausleben település Németországban, azon belül Szász-Anhalt tartományban. Lakosainak száma 1662 fő (2023. december 31.).

## Népesség
A település népességének változása:
| Lakosok száma | 1650 | 1639 | 1644 | 1657 | 1662 |
|               | 2017 | 2019 | 2021 | 2022 | 2023 |